# Tolfta
Tolfta eller Ersta är en småort och kyrkby i Tolfta socken, Tierps kommun. Orten ligger cirka 5 kilometer norr om Tierps tätort, längs länsväg C740 (f d länsväg 291) mot Skärplinge. Kyrkbyn kallas även Ersta och präglas av den tornlösa, lilla medeltidskyrkan med tillhörande klockstapel uppe på åsryggens krön väster om Skärplingevägen.
Till Ersta hör även naturreservatet Ersta på byns gamla skogsmark.

## Historia
Byn omtalas första gången 1540 ('Erista'), då fanns här två skattebönder. Byn är dock med alla sannolikhet betydligt äldre. Den är ett så -sta namn, och borde vara forntida. Som byn är kyrkby i Tolfta socken är det mycket troligt att man i flera äldre dokument bara omnämnt sockennamnet. I och kring byn finns ett gravfält samt en mängd spridda gravhögar, som troligen hängt samman i ett eller flera gravfält, då de finns spridda inne bland den sentida bebyggelsen runt Tolfta kyrka och många är skadade av bebyggelsen.